# 아크링크
아크링크(ARKLINK)는 2024년 설립된 몸캠피싱 피해 해결을 전문으로 하는 기업이다.

### 기업 소개
몸캠피싱을 비롯한 디지털 성범죄 피해자들을 대상으로 빅데이터와 분석 알고리즘을 기반으로 영상 유포 차단 서비스를 제공하고 있다.
Towards Safety, Towards Freedom.
해당 기업 슬로건을 바탕으로 디지털 세상에서의 안전과 자유를 지키기 위한 활동을 펼치고 있다.
ARKLINK는 디지털 공간의 안전과 평화를 보장하기 위해 다양한 보안 솔루션을 제공한다.
대한민국 본사는 약칭 아크링크,혹은 ARKLINK로 불린다.

### 주요 솔루션
- Deep-Coding
- Data-Swapjack
- Ridentify
- DeterOS
- Aegis
- Deep Scan

### 주요 업무
전반적으로는 몸캠피싱을 비롯한 디지털 성범죄 피해자들을 대상으로 영상이 유포되는 것을 사전에 차단하고, 24시간 무료 상담 진행 및 유포 방지 모니터링 서비스를 제공하고 있다.